# 黄酮合酶
黄酮合酶（英語：flavone synthase；EC 1.14.11.22）在酶学中在酶学中是一个催化如下化学反应的酶。
黄烷酮 + α-酮戊二酸 + O2 {\displaystyle \rightleftharpoons } 黄酮 + 琥珀酸 + CO2 + H2O
此酶的三种底物分别是黄烷酮、α-酮戊二酸与氧气，而它的四种产物则分别是黄酮、琥珀酸、二氧化碳与水。
此酶属于氧化还原酶家族，特异性地作用于配对的供体，并以氧气作为氧化剂结合或还原氧气。被结合的氧无需借由α-酮戊二酸作为一个供体或是被脱氢的方式被传递。此酶类的系统命名为黄烷酮，2-酮戊二酸：氧氧化还原酶（脱水）。此酶参与黄酮类化合物生物合成与异黄酮类化合物生物合成。